# Hans (Marna)
Hans è un comune francese di 152 abitanti situato nel dipartimento della Marna nella regione del Grand Est.

## Società

### Evoluzione demografica
Abitanti censiti